# Leptodrassus licentiosus
Espèce
Leptodrassus licentiosus est une espèce d'araignées aranéomorphes de la famille des Gnaphosidae.

## Distribution
Cette espèce est endémique du Cap-Occidental en Afrique du Sud,.

## Description
La femelle holotype mesure 6 mm.

## Publication originale
- Dalmas, 1919 : Catalogue des araignées du genre Leptodrassus (Gnaphosidae) d'après les matériaux de la collection E. Simon au Museum d'Histoire naturelle. Bulletin du Muséum National d'Histoire Naturelle de Paris, vol. 1919, p. 243-250 (texte intégral).